# 凱恩斯維爾 (密蘇里州)
凱恩斯維爾（英語：Cainsville）是位於美國密蘇里州哈里森縣的城市。

## 人口
根據2020年美國人口普查的數據，凱恩斯維爾的面積為3.55平方千米，皆為陸地。當地共有人口283人，而人口密度為每平方千米80人。